# خزان أكسجين

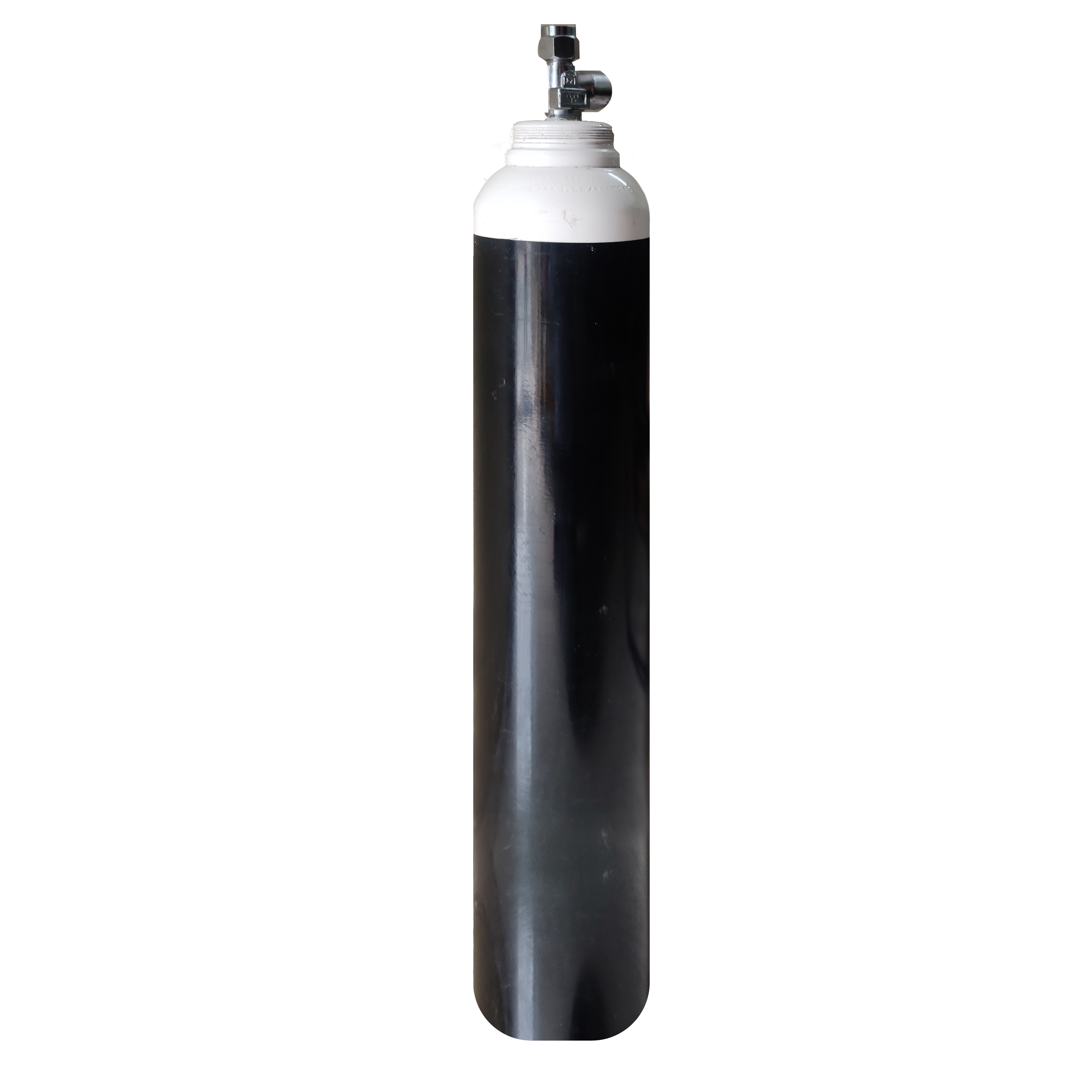
خزان الأكسجين

خزان الأكسجين (بالإنجليزية: Oxygen tank) هو وعاء تخزين الأكسجين، والذي يتم الاحتفاظ به إما تحت الضغط في أسطوانات الغاز، أو كأكسجين سائل في خزان التخزين المبرد.

## الاستخدامات
تستخدم خزانات الأكسجين لتخزين الغاز من أجل:
- التنفس الطبي (العلاج بالأكسجين) في المرافق الطبية وفي المنزل (اسطوانة الضغط العالي).
- التنفس على ارتفاعات في الطيران، إما في حالات الطوارئ لتخفيف الضغط، أو بشكل مستمر (كما هو الحال في الطائرات غير المضغوطة) (اسطوانة الضغط العالي).
- مجموعات الإسعافات الأولية بالأكسجين.
- خلط الغاز، لخلط غازات التنفس مثل النيتروكس والتريميكس والهيلوكس
- مجموعات الغطس ذات الدائرة المفتوحة - تستخدم بشكل رئيسي لتخفيف الضغط المتسارع في الغوص الفني.
- بعض أنواع أجهزة إعادة دفق الأكسجين أثناء الغوص: أجهزة إعادة دفق الأكسجين وأجهزة إعادة دفق الأكسجين ذات الدائرة المغلقة بالكامل.
- يُستخدم في التسلق، يشير مصطلح "الأكسجين المعبأ في زجاجات" إلى خزانات الأكسجين المخصصة لتسلق الجبال.
- العمليات الصناعية، بما في ذلك تصنيع الصلب والمونيل.
- معدات اللحام بالأوكسي أسيتيلين، ومشاعل تشغيل المصابيح الزجاجية، وبعض مشاعل قطع الغاز.
- تستخدم كوقود صاروخي سائل لمحركات الصواريخ.
- الرياضيين، وتحديدًا على هامش كرة القدم الأمريكية، لتسريع عملية التعافي بعد المجهود.[1]

يتم تسليم الأكسجين للتنفس من خزان التخزين إلى المستخدمين باستخدام الطرق التالية: قناع الأكسجين، قنية الأنف، قناع الغوص لكامل الوجه، خوذة الغوص، صمام الطلب، جهاز إعادة تنفس الأكسجين، نظام التنفس المدمج (BIBS)، خيمة الأكسجين، والضغط العالي غرفة الأكسجين.
خلافًا للاعتقاد الشائع، نادرًا ما يحمل الغواصون خزانات الأكسجين. الغالبية العظمى من الغواصين يتنفسون الهواء أو النيتروكس المخزن في أسطوانة الغوص. تتنفس أقلية صغيرة غازات التريميكس أو الهيليوكس أو غيرها من الغازات الغريبة. قد يحمل بعضها أكسجينًا نقيًا لتسريع عملية تخفيف الضغط أو كغاز إمداد إلى جهاز إعادة التنفس. يستخدم بعض الغواصين الضحلين، وخاصة الغواصين القتاليين البحريين، أجهزة إعادة دفق الأكسجين.
نادرًا ما يتم الاحتفاظ بالأكسجين عند ضغوط أعلى من 20 ميجا باسكال (3000 رطل لكل بوصة مربعة)، وذلك بسبب مخاطر الحريق الناجمة عن درجات الحرارة المرتفعة الناتجة عن التسخين الأديابي عندما يتغير ضغط الغاز عند الانتقال من وعاء إلى آخر. عادةً ما تكون خزانات غاز الأكسجين السائل للاستخدام الطبي 2.4 ميجا باسكال (350 رطل لكل بوصة مربعة).
يجب أن تكون جميع المعدات التي تتلامس مع الأكسجين عالي الضغط "نظيفة للأكسجين" و"متوافقة مع الأكسجين"، لتقليل مخاطر نشوب حريق. "الأكسجين النظيف" يعني إزالة أي مادة يمكن أن تكون بمثابة مصدر للاشتعال. "متوافق مع الأكسجين" يعني أن المكونات الداخلية يجب ألا تحترق بسهولة أو تتحلل بسهولة في بيئة أكسجين عالية الضغط.
في بعض البلدان هناك متطلبات وقيود قانونية وتأمينية على استخدام وتخزين ونقل الأكسجين النقي. يتم تخزين خزانات الأكسجين عادة في أماكن جيدة التهوية، بعيدا عن المصادر المحتملة للحرائق وتجمعات الناس.

## أنظر أيضًا
- أسطوانة غاز مضغوط
- كظيمة